# Шаста Лейк
Шаста Лейк (на английски: Shasta Lake) е град в окръг Шаста, щата Калифорния, САЩ. Шаста Лейк е с население от 10 190 жители (по приблизителна оценка от 2017 г.) и обща площ от 28,3 km². Намира се на 246 m надморска височина. ЗИП кодовете му са 96019, 96079, 96089, а телефонният му код е 530.